# Saint-Pandelon
Saint-Pandelon település Franciaországban, Landes megyében. Lakosainak száma 728 fő (2022. január 1.). Saint-Pandelon Dax, Bénesse-lès-Dax, Heugas, Narrosse, Oeyreluy, Saugnac-et-Cambran és Seyresse községekkel határos.

## Népesség
A település népessége az elmúlt években az alábbi módon változott:
| Lakosok száma | 523  | 600  | 627  | 736  | 704  | 723  | 715  | 711  | 713  | 728  |
|               | 1968 | 1982 | 1990 | 2006 | 2013 | 2015 | 2017 | 2019 | 2020 | 2022 |